# Residenz Bleichröder

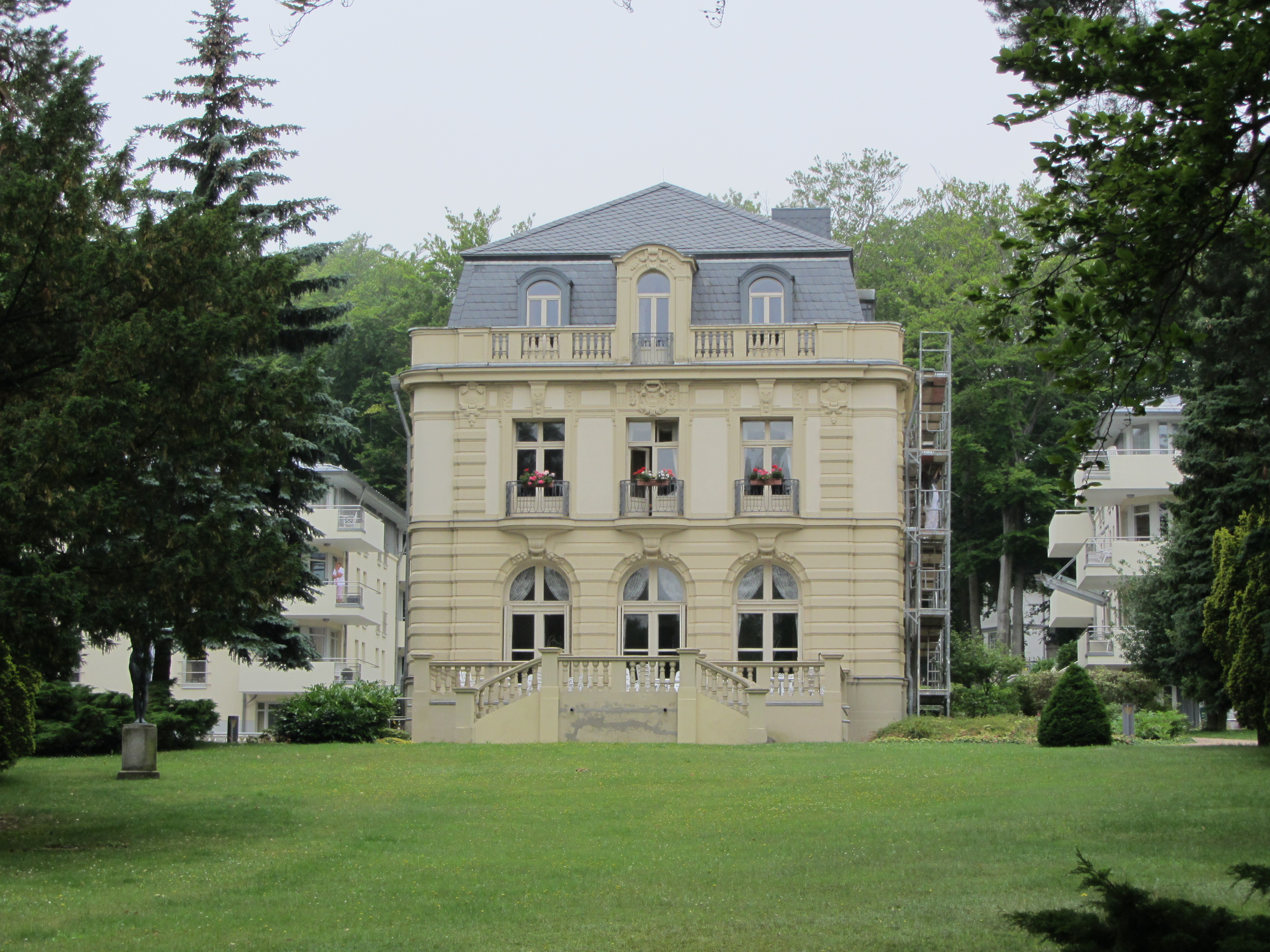
Residenz Bleichröder
(von der Promenade gesehen)

Die Residenz Bleichröder ist eine denkmalgeschützte Villa im Stil der Bäderarchitektur in der Delbrückstraße 14 in Heringsdorf auf Usedom und wird zu den repräsentativsten Gebäuden an der Heringsdorfer Promenade gezählt. Die Residenz Bleichröder ist eine Ferienwohnungsanlage mit Hotel. Auf dem rund 9000 Quadratmeter großen Grundstück befindet sich ein Park mit alten Buchen und ein Rosengarten mit historischem Springbrunnen. Der kunstgeschmiedete Zaun an der Delbrückstraße mit dem zweiflügeligen Eingangstor ist im Original erhalten. Im Zuge der letzten Sanierung und Umgestaltung der Anlage nach den Plänen des Architekturbüros Leckband/Jürgensen aus Flensburg entstanden im Jahre 2000 auf dem Grundstück zwei villenartige Neubauten und eine Tiefgarage.

## Geschichte
Im Jahre 1908 wurden die neobarocke Villa und die Remise als Sommersitz der jüdischen Bankiersfamilie Bleichröder errichtet. Die in der Literatur vorkommende Jahreszahl 1890 ist nicht korrekt. Auch war nicht Gerson von Bleichröder, sondern sein Sohn Hans von Bleichröder der Bauherr. Der zweigeschossige Putzbau mit Attika, Mansarddach und Gauben liegt mitten im Park auf einer Anhöhe. Die Remise (auch Mews genannt) ist im Stile des Neobarock gebaut und präsentiert eine aufwändige Putzgliederung. Sie diente als Garage für Kutschen und erste Automobile der Familie Bleichröder, im Obergeschoss wohnte das Gesinde. Seit 1910 steht die Skulptur Bogenspannerin des Bildhauers Ferdinand Lepke (1866–1909), die hier zur Jagdgöttin „Diana“ uminterpretiert wurde, zu Füßen der Villa. Sie gab dem Haus zeitweise den Namen Villa Diana. Der Antisemitismus des Naziregimes führte dazu, dass die jüdischen Besitzer der Residenz verdrängt wurden und das Gebäude als Entbindungsheim der Nationalsozialistischen Volkswohlfahrt (NSV) genutzt wurde.
Nach Ende des Zweiten Weltkriegs erholten sich hier bis 1950/51 Angehörige der Sowjetarmee im Sanatorium. Danach führte der Freie Deutsche Gewerkschaftsbund (FDGB) das Haus als Gästehaus „Richard Schmidt“ des Bundesvorstandes. Eingeladen wurden befreundete Gewerkschaftsfunktionäre. Harry Tisch, der letzte Vorsitzende des FDGB, war oft in der Villa zu Gast. Nach der Wende 1990 übernahm die Treuhand das Grundstück und die Gebäude, übergab sie an Herrn von Reicherstorfer, der sie gemeinsam mit seiner Ehefrau als „Hotel Diana“ führte.
1995 übernahm die Sieveking und Co. KG das Objekt und gestaltete es in seinem jetzigen Zustand um. Dazu gehören die Sanierung der historischen Gebäude, der Neubau der Villa Rosengarten und der Villa Rondell sowie die Anlage der Tiefgarage und eines Spielplatzes.